# Ataxia illita
Ataxia illita là một loài bọ cánh cứng trong họ Cerambycidae.